# Parco giochi

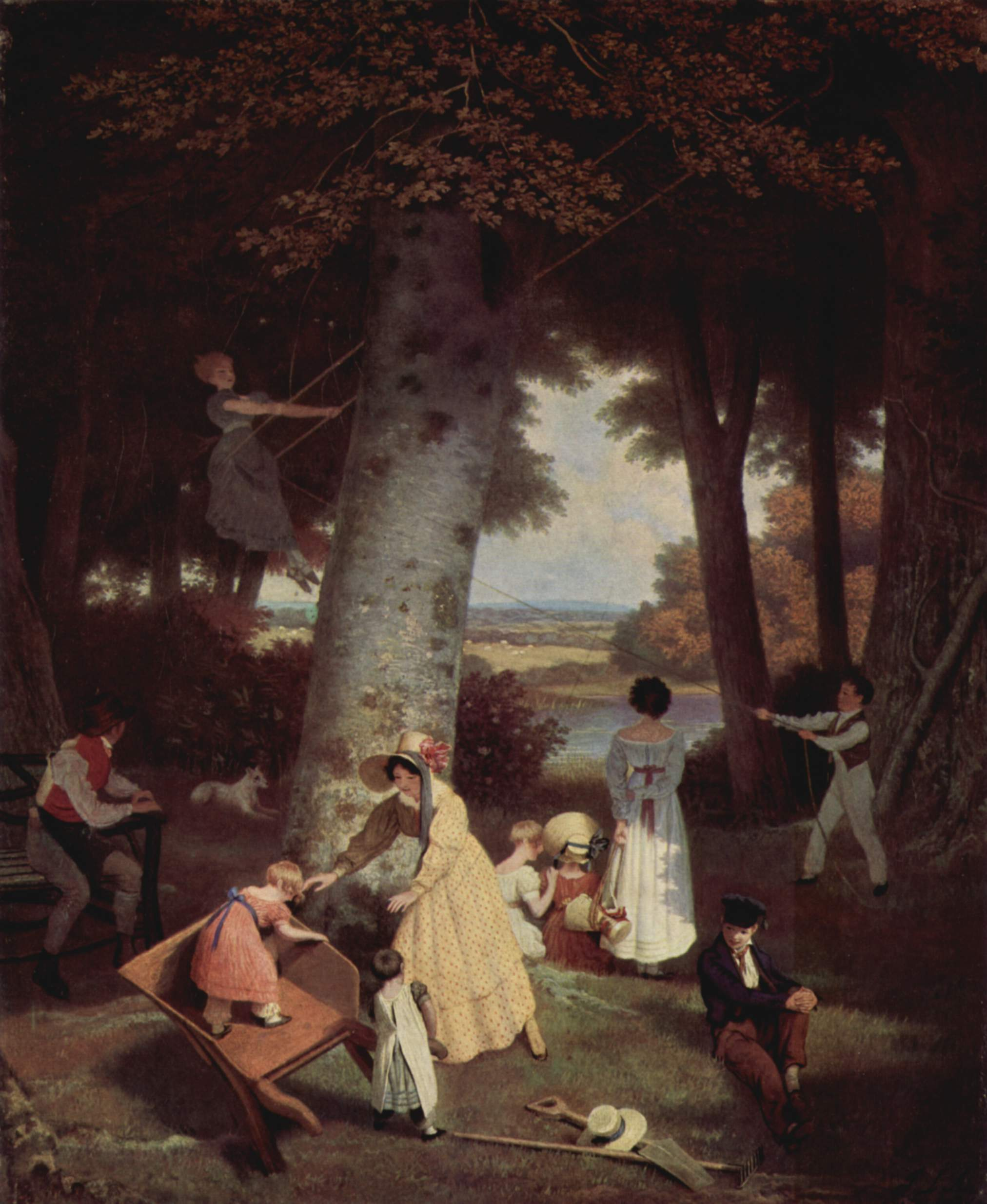
Dipinto di Jacques-Laurent Agasse del 1830: Il parco giochi

Un parco giochi è uno spazio attrezzato in cui è possibile liberamente giocare e svolgere attività motoria. Normalmente sono inseriti all'interno di parchi pubblici, scuole, oratori, spiagge o attività commerciali e sono rivolti ai bambini fino agli adolescenti.
Il parco giochi nelle città moderne tenta di colmare la carenza di opportunità di gioco libero all'aperto ed è anche una prima importante occasione di socialità al di fuori della scuola e di altre attività disciplinate.

## Storia

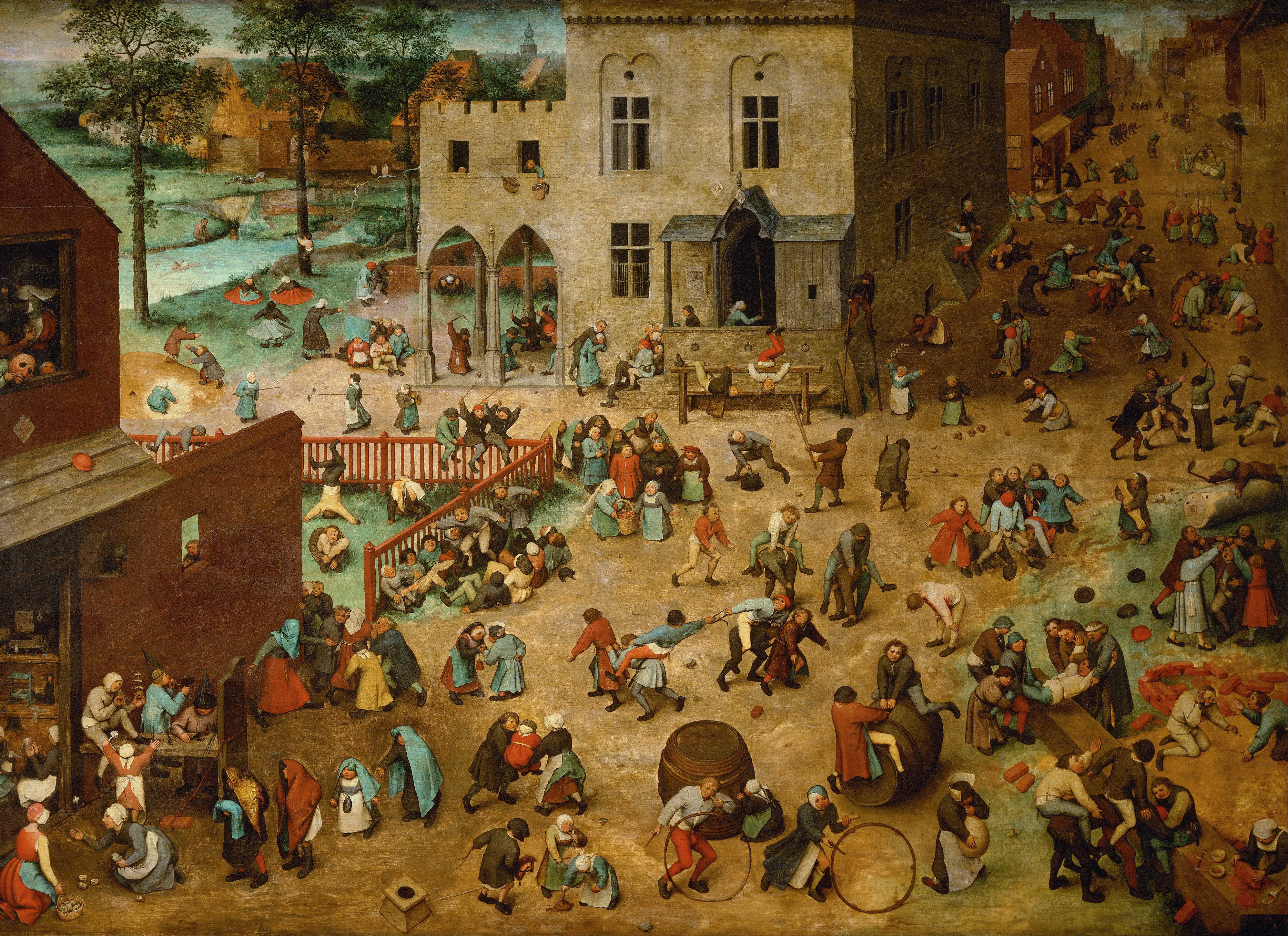
Giochi di bambini, un quadro del 1560 di Pieter Bruegel il Vecchio.

I parchi sono di concezione relativamente recente in quanto risalgono all'800 ma si possono far risalire anche al periodo dal 400 al 600 d.c. in quanto erano collegati alle festività religiose, situazioni in cui avvenivano gli scambi e i festeggiamenti.
La più antica rappresentazione di uno spazio pubblico, in cui i bambini si trovano a giocare, è il dipinto Giochi di bambini del pittore fiammingo Pieter Bruegel il Vecchio. All'inizio del XIX secolo il medico e teorico dell'architettura tedesco Bernhard Christoph Faust, nell'ambito della sua teoria architettonica Sonnenbaulehre, promosse l'istituzione dei parchi giochi.
Quest'idea è stata in seguito implementata anche in forma ampliata.
Per quanto riguarda l'Italia la testimonianza dei primi parchi risale al 1936 a Milano, presso il Palazzo della Triennale. Da allora, con il diminuire delle aree all'aperto destinabili al gioco, il parco giochi ha aumentato sempre di più la sua importanza sociale e ricreativa, soprattutto nelle città.

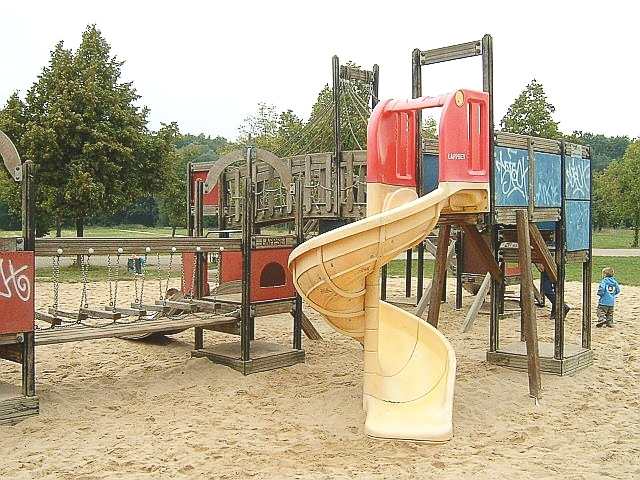
Scivolo con ponte e palestra

## Progettazione

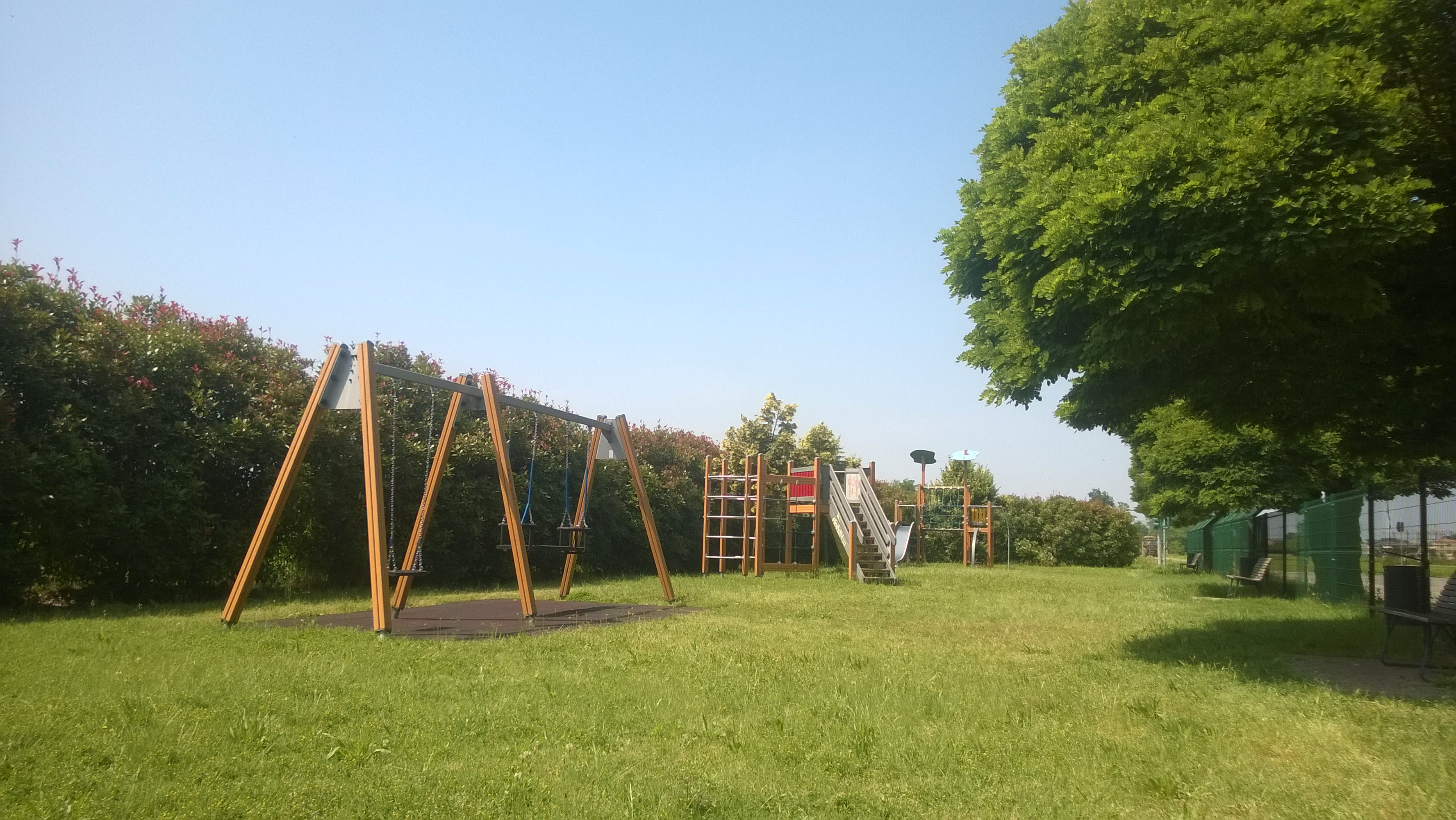
Parco giochi di Campomorto

I parchi giochi sono rivolti a una fascia d'età che va dall'anno di vita fino ai 14 anni. Negli ultimi anni si pone attenzione sulla sicurezza delle attrezzature e a considerare il parco giochi come un tutt'uno organico, sulla base di un'offerta ludica varia ed equilibrata. I materiali si sono diversificati: all'uso dell'acciaio dei primi parchi gioco (anni '70) è stato affiancato il legno e la plastica, le strutture rigide e mobili sono state sostituite da più attraenti e meno pericolose funi e reti di corda.

### Gruppi di età
Spesso all'area giochi per i bambini si affiancano anche strutture per tutte le età come piste ciclabili, percorsi per mountain bike, piste per biglie, piste per pattini a rotelle, ostacoli e rampe per lo skateboard, scacchiere giganti, labirinti, tavoli da ping-pong e arene.
A partire dai primi anni Duemila in aree come Europa, Cina e in seguito anche Stati Uniti d'America il concetto di "spazio giochi" è stato adattato anche alla popolazione adulta, creando luoghi in spazi urbani dove poter svolgere attività all'aperto, soprattutto per ridurre i problemi sociali legati alla sedentarietà e all'obesità.

### Principi costruttivi e organizzativi
Negli ultimi anni si pone attenzione sulla sicurezza delle attrezzature ed a considerare il parco giochi come un tutt'uno organico, sulla base di un'offerta ludica varia ed equilibrata. I materiali si sono diversificati: all'uso dell'acciaio dei primi parchi gioco (anni '70) è stato affiancato il legno e la plastica, le strutture rigide e mobili sono state sostituite da più attraenti e meno pericolose funi e reti di corda.

### Attrezzature e giochi
I moderni parchi giochi sono attrezzati con tradizionali scivoli, altalene "oscillanti" e "basculanti", dondoli, giostre e buche con la sabbia, ai quali si affiancano sempre nuovi giochi come casette, giochi a molla, funivie, palestre, giochi con l'acqua, torri e ponti, strutture di arrampicata e piramidi in corda. Questi giochi sono spesso connessi tra loro in un'unica struttura a tema, più o meno grande. 

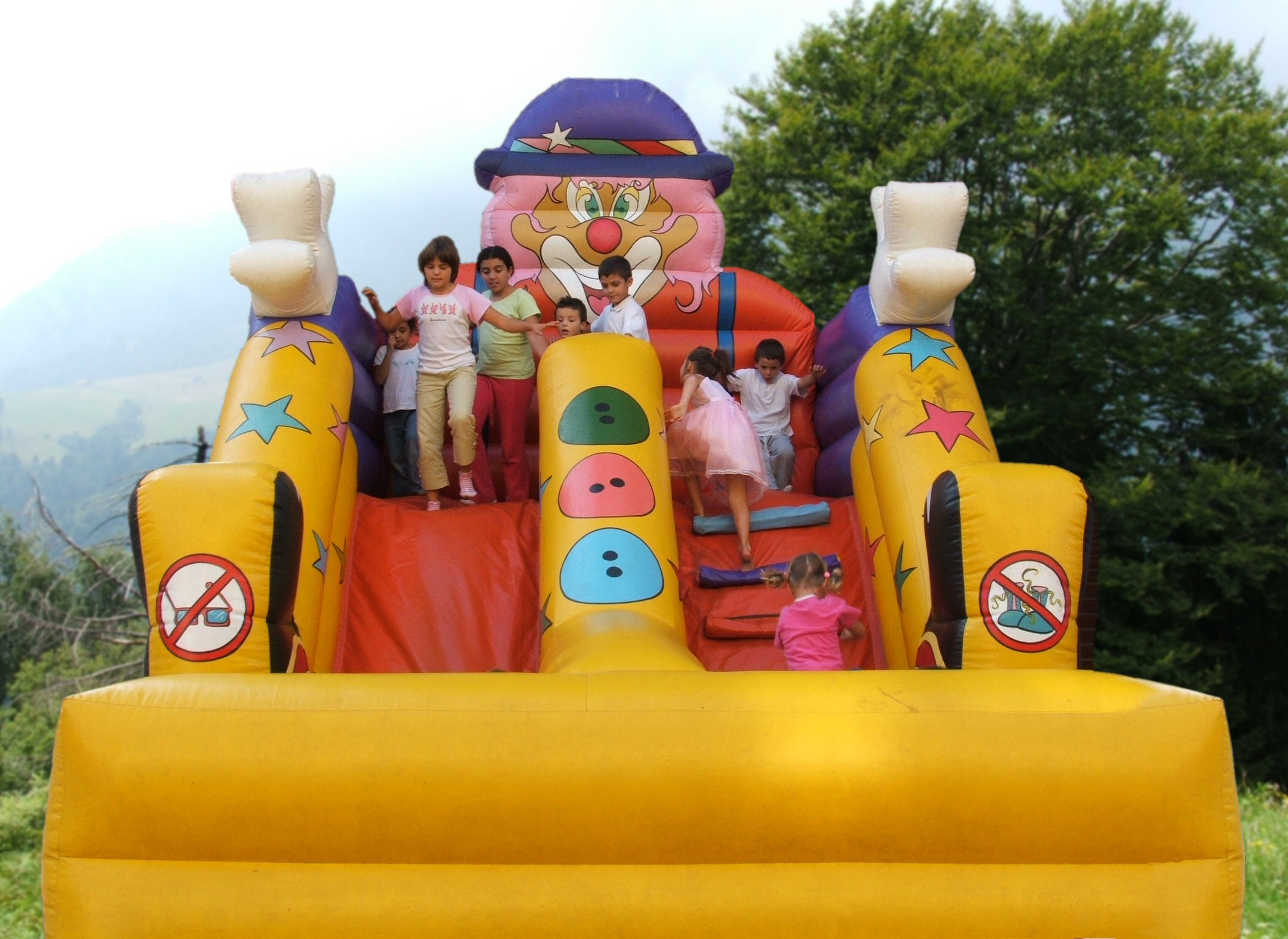
Scivolo gonfiabile

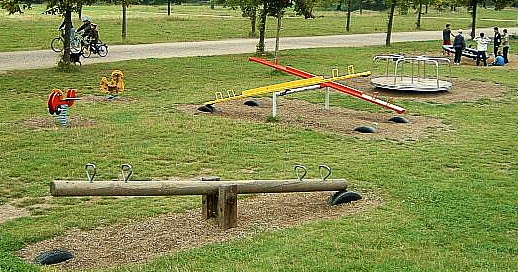
Dondoli e giostre in un parco giochi

Nei parchi gioco possono essere installate anche strutture gonfiabili, ma richiedono obbligatoriamente la sorveglianza di un operatore specializzato. Nel 2007 è stata emanata la norma specifica sulla sicurezza di tali attrezzature che va sotto la denominazione UNI EN 14960:2007, Attrezzature da gioco gonfiabili - Requisiti di sicurezza e metodi di prova.

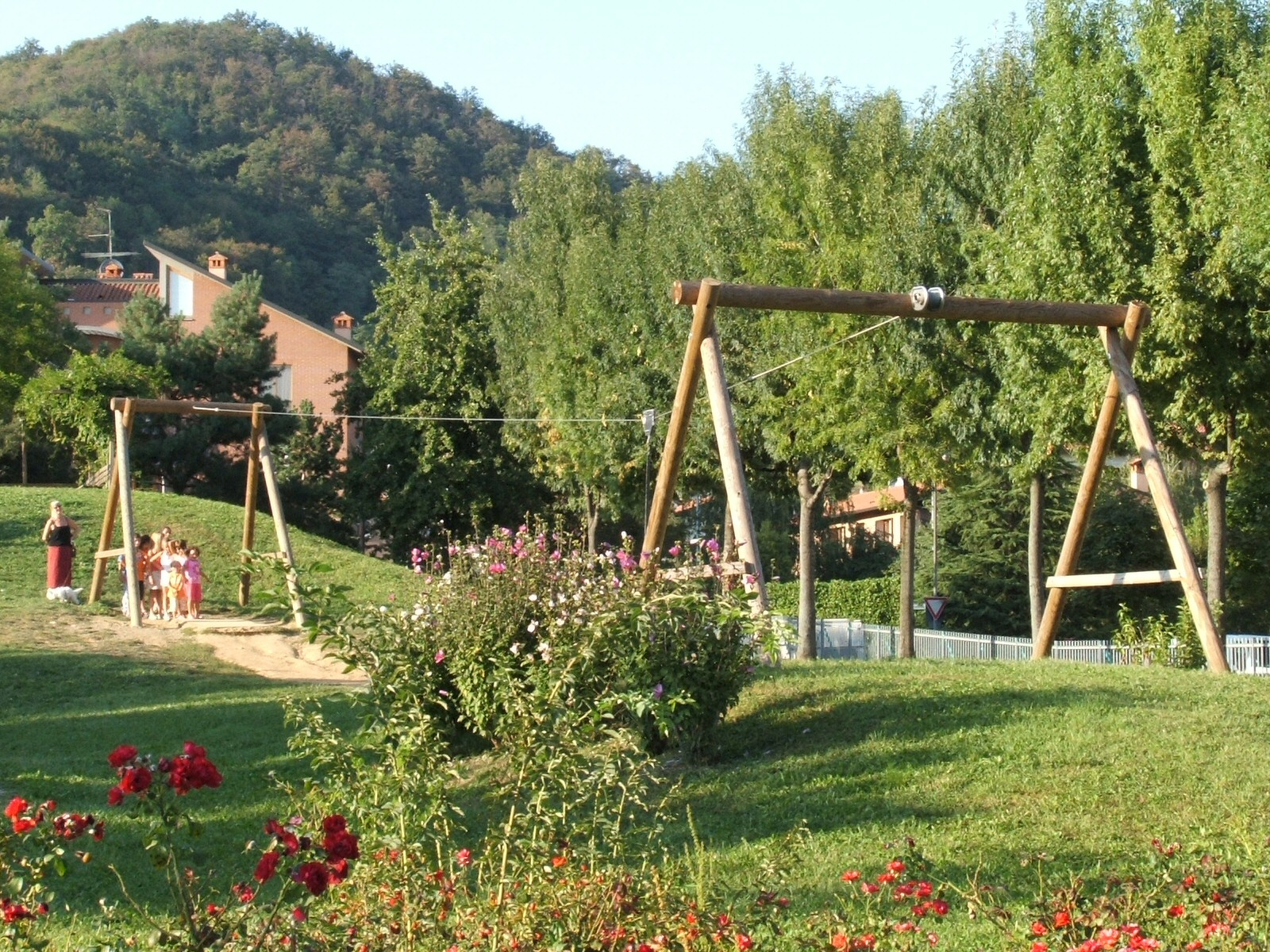
teleferica parco giochi

## Legislazione
Dal 1998 le norme europee EN1176 (attrezzature per aree da gioco) e EN1177 (rivestimenti di superfici di aree da gioco) regolamentano le caratteristiche tecniche delle attrezzature e la norma UNI 11123:2004 la progettazione dei parchi e aree da gioco all'aperto.
I piani regolatori dei vari Länder tedeschi prescrivono chiaramente la creazione dei parchi gioco. Ad esempio il piano regolatore bavarese prevede che per aree edificate con palazzi di oltre 3 appartamenti venga costruito un parco giochi di adeguate dimensioni, qualora non ve ne sia già uno nelle vicinanze. Nessun grande progetto di edilizia residenziale può essere realizzato senza un parco giochi. I parchi giochi pubblici devono essere sottoposti almeno una volta all'anno a controlli di adeguatezza e sicurezza. Le cooperative edilizie sono tenute a curare la sabbia delle sabbiere. Nella maggior parte dei parchi giochi vige il dievieto d'accesso per i cani.